# Pilocrocis dryalis
Pilocrocis dryalis là một loài bướm đêm trong họ Crambidae.